# 斯里尼瓦萨·拉奥·巴卢里
斯里尼瓦萨·拉奥·巴卢里（1981年10月20日 -  ）是一名印度举重运动员，身高1.58米，曾获以245千克的成绩获广州亚运会男子56公斤级举重第八名。